# Medal Departamentu Obrony za Wybitną Służbę Publiczną
Medal Departamentu Obrony za Wybitną Służbę Publiczną (ang. Department of Defense Medal for Distinguished Public Service) – amerykańskie odznaczenie cywilne przyznawane przez Departament Obrony.

## Kryteria
Aby otrzymać Medal Departamentu Obrony za Wybitną Służbę Publiczną, osoba musi posiadać wybitne zasługi mające znaczenie dla Departamentu Obrony jako całości. Wyróżnienie może zostać przyznane również za wybitne zasługi dla poszczególnego komponentu Departamentu Obrony o tak wyjątkowym znaczeniu, że uznanie na poziomie tylko tego komponentu byłoby niewystarczające. Zasługa lub pomoc musiała zostać wyświadczona kosztem znacznych osobistych poświęceń i niedogodności, a motywacją powinien być patriotyzm, postawa obywatelska i poczucie odpowiedzialności publicznej.
Zwykle wymagane jest, aby nominowani bezpośrednio współpracowali z najwyższymi urzędnikami rządu federalnego, np. Sekretarzem Obrony, Zastępcą Sekretarza Obrony, Przewodniczącym, Połączonymi Szefami Sztabów, czy Sekretarzem Stanu.
Medal może zostać przyznany tej samej osobie więcej niż raz, a kolejne nadania odnotowywane są poprzez nałożenie na wstążkę i baretkę kolejno brązowej, srebrnej lub złotej palmy.

## Opis
Medal wykonany jest ze złota. Awers przedstawia amerykańskiego orła zwróconego w prawo, trzymającego w szponach trzy strzały, poniżej którego znajduje się połowa wieńca laurowego. Nad orłem znajduje się trzynaście gwiazd z promieniami pomiędzy nimi, wychodzącymi zza grzbietu orła. Taki sam obraz występuje na pieczęci Departamentu Obrony. Na rewersie widnieje napis: TO ... FOR DISTINGUISHED PUBLIC SERVICE TO THE DEPARTMENT OF DEFENSE („Dla ... za wybitną służbę publiczną dla Departamentu Obrony”), przy czym puste miejsce jest pozostawione na imię i nazwisko odznaczonego. Brzeg medalu po obu stronach jest otoczony wieńcem laurowym.
Medal zawieszony jest na wstążce zawierającej jeden centralny pasek w kolorze bordowym, z białym paskiem po obu stronach oddzielającym go od dwóch niebieskich pasków i finalnie dwa cienkie białe paski na obu krawędziach.
Odznaczonemu wręcza się także miniaturkę medalu, rozetkę oraz świadectwo nadania podpisane przez Sekretarza Obrony.